# Kallioluoto (ö i Satakunta, Björneborg, lat 61,74, long 22,03)
Kallioluoto är en ö i Finland. Den ligger i sjön Valkjärvi och i kommunen Påmark i den ekonomiska regionen  Björneborgs ekonomiska region  och landskapet Satakunta, i den sydvästra delen av landet, 230 km nordväst om huvudstaden Helsingfors. Öns area är 0,2 hektar och dess största längd är 80 meter i sydöst-nordvästlig riktning.